# ميناموتو نو يوشي-تسونه
ميناموتو نو يوشيتسون (باليابانية: 源義経) عاش في الفترة(1159-1189) هو قائد عسكري ياباني، شقيق ميناموتو نو يوريتومو الذي أصبح شوغونا على البلاد.
بعد وفاة والده (زعيم عشيرة الميناموتو) والتي تلت فشل المحاولة الانقلابية التي قام بها ضد عشيرة الـتائيرا وزعيمها تائيرا نو كييوموري، تم وضع يوشيتسون في الإقامة الجبرية في أحد الأديرة البوذية. بعد عدة محاولات، استطاع الفرار عام 1180 م، ثم انظم إلى المتمردين على الـتايرا والذين كان يقودهم أخوه يوريتومو. قاد يوشيتسون أولى المعارك الناجحة عام 1184 م ضد قريبه يوشي-ناكا، وأظهر براعة كبيرة في التخطيط، وشجاعة في القتال. قام وفي نفس السنة بتشتيت قوى عشيرة الـتائيرا في إتشينوتاني، بعد هجمة مباغتة. ثم استطاع أخيرا سنة 1185، أن يقضي على شوكة هذه العشيرة نهائيا في معركة دان نو أورا البحرية.
بعد سلسلة انتصاراته أبدى شقيقة يوريتومو حذرا شديدا اتجاهه، اتخذ الإمبراطور غو شيراكاوا موقفا غامضا عزز من شكوك الأخير. كان يوريتومو يخشى أن يقوم الإمبراطور بتحريض شقيقه يوشيتسون ضده. دفعت هذه الظروف بـيوشيتسون إلى التمرد سنة 1185 م. قتل أغلب أتباعه أثناء محاولتهم عبور البحر عند الفرار إلى الشمال. وجد نفسه مطاردا وحيدا، اختار في الأخير أن يقوم بالانتحار بعد أن قتل زوجته وابنته. أصبحت سيرته موضوعا للعديد من الروايات، والمسرحيات، أصبح يوشيتسون رمزا للشجاعة والتي تكون عاقبتها مأساوية.

## فن تقليدي
تصور العديد من الأعمال الأدبية في التراث الياباني مقاطع من حياة يوشي-تسونه من أشهرها :
- قصة الهائيكي
- كانجينتشو (كابوكي)